# Došek

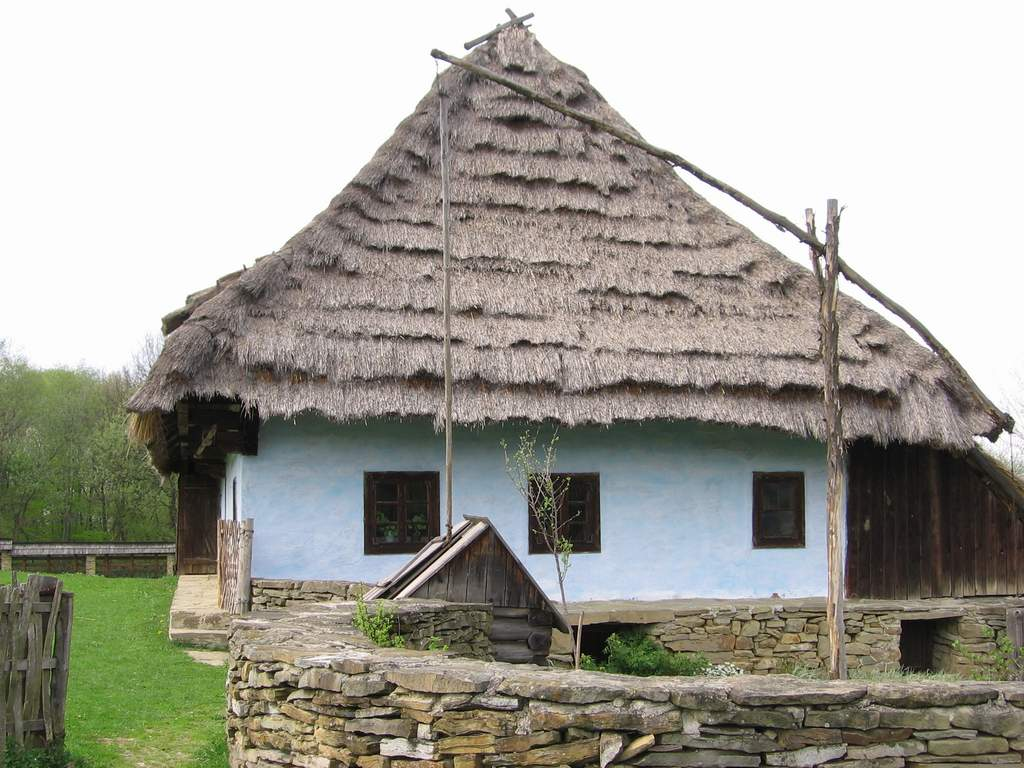
Dům s doškovou střechou ve skanzenu Svidník, Slovensko

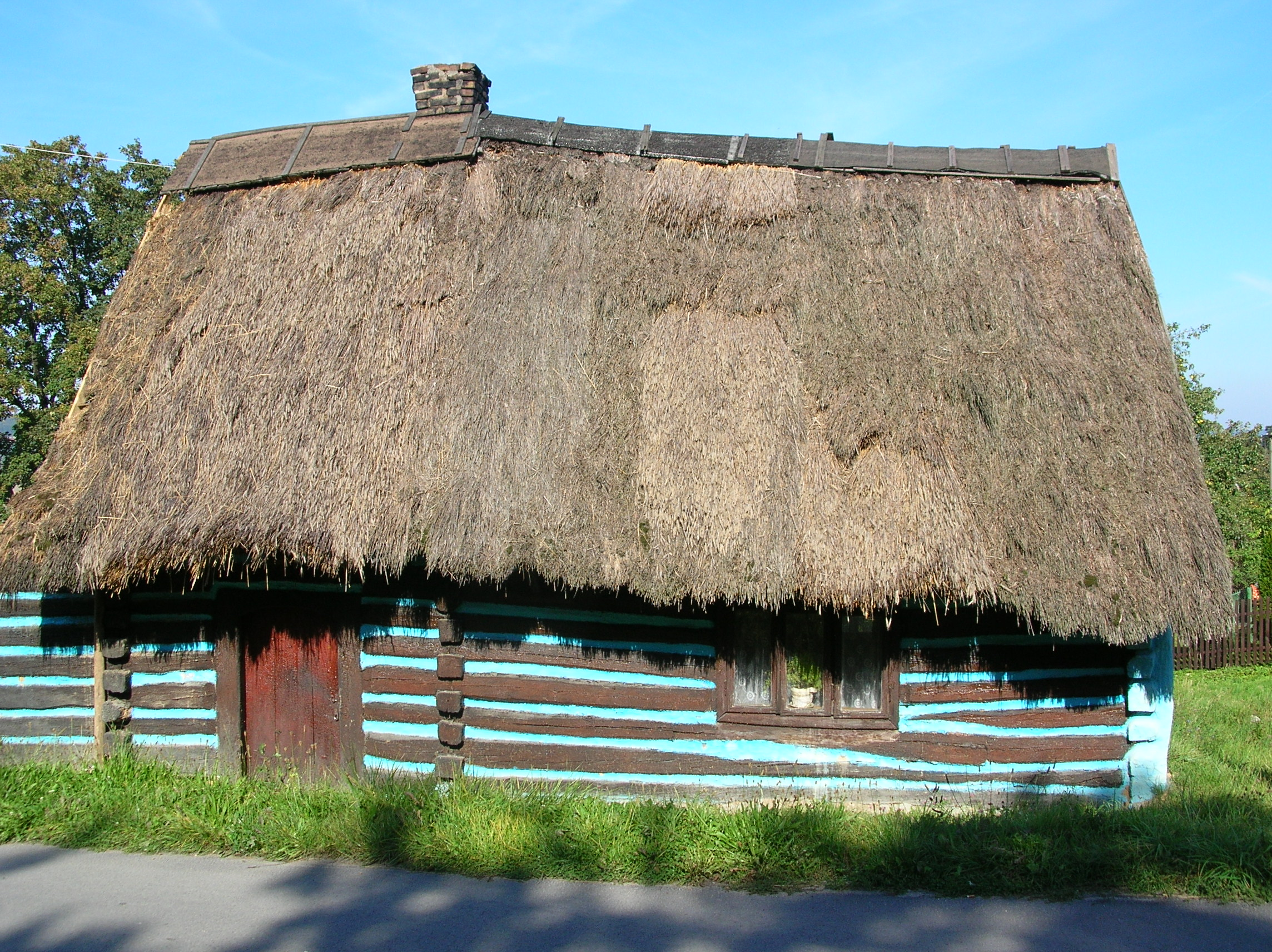
Došková střecha historického domu v polské vesnici Nawojowa Góra

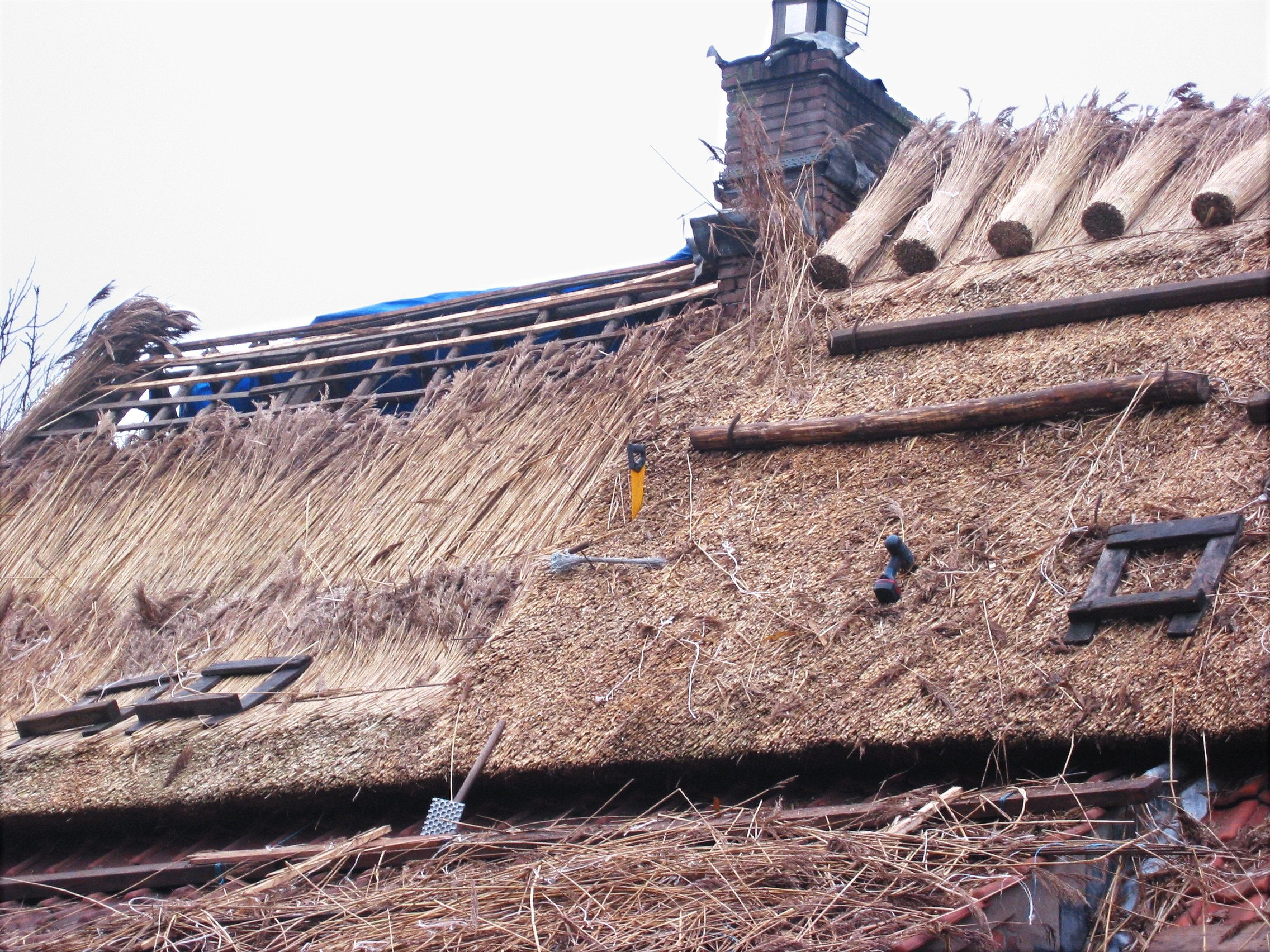
Oprava doškové střechy v Dánsku

Došek je jednou z tradičních střešních krytin lidových staveb. Je to snopek, zhotovený ze 110 až 140 cm dlouhé rovné slámy, rákosí či orobince. Jeden došek váží 3,5 až 4 kg.

## Výroba
K výrobě se používá žitná sláma, která má dlouhá, ale zároveň tenká stébla. Kosí se přibližně deset dní před dozráním klasu. Ottův slovník naopak doporučuje ječmen a oves, protože jejich sláma méně nasáká vodou. Historicky se pole, na kterých rostlo žito požadovaných vlastností pro došky, nazývala doškářskými a bývala vyhlášená po celém kraji. Žito se kosí speciálním strojem samovazem, který slámu podřízne, ale nepomačká. Poté se poskládá a sváže do kopek, kterým se říká mandelky. Následně se žito vymlátí, ale důležité je aby mlátička nechávala slámu rovnou a nedrtila ji. Poté se vždy stejné množství dlouhých stébel slámy vloží do formy a ručně sváže do došku povříslem, což je zkroucená sláma, která se používá jako provázek.
Na jeden metr čtvereční střechy je potřeba až 15 došků, jejichž hmotnost činí až 60 kg. K pokrytí střechy větší stodoly je potřeba až 6000 došků. Jedná se o náročnou práci, kterou provádí specializovaní řemeslníci, doškáři.
Došková střecha musí mít velký sklon (min. 45°), došky se přivazují buďto na prkna, anebo na latě, nejčastěji drátem nebo povříslem. Životnost došků je zhruba 15–20 let, nebezpečí požáru se omezuje různými předpisy i promyšlenou technologií. V českých zemích se došky někdy „kalily“, tj. mazaly hlínou.

## Výskyt
V dnešní době se v Česku s doškovou krytinou nesetkáváme příliš často; nejčastěji ji lze vidět v některém ze skanzenů. Jinak je tomu v severněji a západněji položených zemích (Polsko, Německo, ale také Anglie, Dánsko, Holandsko…). Kolem německo-dánské hranice (ve Šlesvicku) je této krytiny hojně využíváno i u novostaveb, mnoho lidí na severu oceňuje tepelně izolační vlastnosti přírodních materiálů a udržují tvář svých sídel v tradiční podobě.
V současné době (2020) je v Česku jediná firma, která se specializuje na doškové střechy. Příkladem české stavby s doškovou střechou je statek U Matoušů v Bolevci, který je národní kulturní památkou.